# Liste der Naturdenkmale in Weilburg
Die Liste der Naturdenkmale in Weilburg nennt die im Gebiet der Stadt Weilburg im Landkreis Limburg-Weilburg in Hessen gelegenen Naturdenkmale.
| Bild                          | Bezeichnung         | Ortsteil, Lage                                     | Beschreibung | Art   | Nr.     |
| ----------------------------- | ------------------- | -------------------------------------------------- | --- | ----- | ------- |
| Fotos hochladen               | Bismarckeiche       | Kubach, K 423 50° 28′ 41,9″ N, 8° 18′ 35,4″ O      | an der K 423, Kubach–Hirschgarten. Naturdenkmal seit dem 22. Juli 1938. Das Alter wird auf rund 200 Jahre geschätzt. | Eiche | 3533034 |
| BW                            | 3 Eichen            | Hirschhausen 50° 29′ 16,8″ N, 8° 20′ 19,3″ O       | Tierpark Weilburg-Hirschhausen                                                                                       | Eiche | 3533040 |
| BW                            | 1 Eiche             | Hirschhausen 50° 28′ 55,9″ N, 8° 20′ 6″ O          | Tierpark Weilburg-Hirschhausen. Alter Überhälter, beim Fohlenstallweiher,                                            | Eiche | 3533041 |
| BW                            | Lindenallee Hauslei | Weilburg, Hauseley 50° 28′ 54,8″ N, 8° 15′ 26,3″ O | | Linde | 3533045 |
| BW                            | Christianseiche     | Waldhausen 50° 29′ 58,1″ N, 8° 14′ 16,1″ O         | | Eiche | 3533046 |
| mehr Fotos \| Fotos hochladen | Buchen              | Weilburg 50° 29′ 7,5″ N, 8° 15′ 42,3″ O            | Schlossgarten Weilburg                                                                                               | Buche | 3533049 |
| mehr Fotos \| Fotos hochladen | Linde               | Bermbach 50° 28′ 50,1″ N, 8° 21′ 27,5″ O           | Wasserbehälter, Weilburg-Bermbach                                                                                    | Linde | 3533070 |
| mehr Fotos \| Fotos hochladen | Kristallhöhle       | Kubach 50° 28′ 5″ N, 8° 18′ 9″ O                   | |       | 3533072 |